# Бамбучок
Бамбучок (рос. Бамбучёк) — село у Холмському міському окрузі Сахалінської області Російської Федерації.
Населення становить 17 осіб (2013).

## Історія
З 1905 по 3 вересня 1945 року у складі губернаторства Карафуто Японії, відтак у складі Холмського міського округу Сахалінської області.

## Населення
| 2002 | 2010 | 2013 |
| ---- | ---- | ---- |
| 28   | ↘13  | ↗17  |